# Filiberto Ramírez Franco
Filiberto Ramírez Franco (Meoqui, Chihuahua; 18 de febrero de 1919 - Ciudad de México; 24 de septiembre del 2001) fue un compositor y profesor de la Facultad de Música en la Universidad Nacional Autónoma de México desde 1950, siendo director en el periodo de 1968 - 1972. 

## Biografía

### Infancia
Al cumplir 12 años, su tía Carmen Ramírez de Medina lo ayudó a mudarse a la ciudad de Chihuahua (Chihuahua) en la que terminaría sus estudios de secundaria y preparatoria, para luego estudiar farmacia. A los 18 años ya se encontraba trabajando en una Farmacia Nueva.
Filiberto logró entrar a una escuela de piano, todo esto con ayuda de su tía, siendo aquí donde se involucraba en el mundo de la música por primera vez, en el que terminó enamorándose por completo de su instrumento, al admirar las composiciones de Johann Sebastian Bach, fue esto lo que motivó a Ramírez para dedicarse a la música.

### Historial en la Facultad de Música
En 1939, se trasladó a la Ciudad de México, para estudiar en la Universidad Nacional Autónoma de México, ingresando a la Facultad de Música en el año 1940 y culminando sus estudios como compositor en 1951, a lo largo de su estancia como estudiante, fue educado por profesores reconocidos en la universidad, como: Estanislao Mejía Castro, Julián Carrillo, entre otros.
Durante sus estudios, compuso su primera obra en 1949, conocida como: "Concierto para piano y orquesta, Op. 1".
Impartió clases de música en múltiples escuelas alrededor del año 1950, y en 1968 fue nombrado como director de la Facultad de Música, en el cual fue reconocido por realizar un gran cambio del plan de estudios, que había sido propuesto por su antecesor Manuel Reyes Maeve, así impulsando una modernización de la escuela, que posicionaría a México en un nivel internacional, dando niveles de estudio importantes.

### Vida personal
En la Universidad Nacional Autónoma de México conoció a la maestra y pianista Ninfa Calvario, quienes se casarían años después. Hasta el día de hoy, Calvario ha interpretado muchas de las obras de Ramírez en distintas ocasiones.
Fue hermano del expresidente municipal de Meoqui Carlos Ramírez Franco.
Filiberto fue un viajero apasionado, viajó a distintos países con el fin de conocer sobre los modelos musicales que hay en el mundo, pero también por diversión. Entre los países que visitó se encuentran: Japón, Turquía, India, Rusia y Tailandia.

## Obras musicales
Ramírez contaba con una ideología musical nacionalista tradicional, esto debido al tipo de música con el que creció, y no fue hasta 1960 donde con la ayuda del profesor Pedro Michaca Valenzuela, pudo transformarse en un músico moderno. En sus composiciones fue evidente su uso de técnicas como la dodecafonía serial, pentafonía, politonalidad y la atonalidad. Entre sus composiciones principales se encuentran:
- "Sinfonía Nº 1" (Festiva) - 1950
- "Sinfonía Nº 2 en fa mayor" (Norteña) Op.4 - 1952
- Chihuahua 1910 - 1955
- Seis Hexafonías - 1980
- Sinfonietta con temas mexicanos - 1983
- Un día en la vida de un niño - 1986

El primer movimiento de la suite "Seis Hexafonías" llamado "El Canto del Suling" es la prueba de la inspiración de Filiberto en otros países como Arabia Saudita y Japón, en esta se utiliza un Suling, un instrumento popularizado por el compositor Claude Debussy.
Filiberto dedicó la "Sinfonietta con temas mexicanos" a Bulgaria en su 40 aniversario socialista, por lo que el Gobierno de Bulgaria le otorgó la Medalla Oficial de Oro en 1981.

## Fallecimiento y Homenaje
Filiberto Ramírez Franco muere el 24 de septiembre del 2001 en la Ciudad de México.
En septiembre del 2012 en Meoqui, Chihuahua, su ciudad natal, se llevó a cabo un homenaje para Filiberto, nombrando en su honor el Teatro Mtro. Filiberto Ramírez Franco, a su vez, también asistió su viuda Ninfa Calvario, interpretando la pieza de Ramírez "Variaciones Concertantes sobre Naranja Dulce".